# Maiara Walsh
Maiara Kylior Walsh (sinh ngày 18 tháng 2 năm 1988) là một nữ diễn viên, ca sĩ người Mỹ.